# Tini titánok, harcra fel!: Az űr ház
Az Űr ház (Space House) a Tini titánok, harcra fel! című sci-fi sorozat hetedik évadának nyolcadik, kilencedik, tizedik és tizenegyedik epizódjai.
A Tini titánok, harcra fel! és a DC Super Hero Girls Négy részes crossovere.

## Cselekmény
A Titánokat és a DC Superhero Girls lányokat meghívja Brainiac egy űr-vakációra, egy házba.

### 1. Rész
A Titánok az űrben vakációznak, váratlan vendégeket kapnak akik a DC Superhero Girls lányok. A szobák elfoglalása után éjjel Bumblebee felfedezi Starró-t, a nyálkájától Robin mutálódik.

### 2. Rész
Green Lantern Gézengúz önzősége miatt elveszti az erő gyűrűt ami Zatanna varázskalapjába esik ezért Wonder Woman, Green Lantern, Zatanna, Raven és Robin Gézengúz után mennek. Gézengúz-t megállítják hogy Green Lantern vissza szerzi a gyűrűt.

### 3. Rész
A házat egy húsgolyó aszteroida fenyegeti, ezért Wonder Woman, Supergirl, Csillagfény és Cyborg egy szimulációs szobában lefuttatnak néhány szimulációt, a próbálkozások nem úgy sikerülnek ahogy tervezték.

### 4. Rész
A Titánok és a Szuperhős Lányok megérkeznek Brainiac űrhajójába ahol a DC Multiverzum hősei és gonosztevői is nyaralnak. A két csapat megmutatja Brainiac-nak a felnőttséggel járó felelősséget, de ezzel egy bolygó pusztítót csinálnak belőle. A DC Multiverzum hőseivel és Gonosztevői-vel legyőzik Brainiac-et.

## Szereplők
| Szereplő                    | Eredeti hang    | Magyar hang       |
| --------------------------- | --------------- | ----------------- |
| Agykeselyű                  | ?               | Kapácsy Miklós    |
| H.A.M.I.S.                  |                 | Kisfalusi Lehel   |
| Robin                       | Scott Menville  | Előd Álmos        |
| Csillagfény                 | Hynden Walch    | Csuha Bori        |
| Gézengúz                    | Greg Cipes      | Szalay Csongor    |
| Raven                       | Tara Strong     | Nemes Takách Kata |
| Cyborg                      | Khary Payton    | Dózsa Zoltán      |
| Diana Prince / Wonder Woman | Grey DeLisle    | Mezei Kitty       |
| Barbara Gordon / Batgirl    | Tara Strong     |                   |
| Kara Danvers / Supergirl    | Nicole Sullivan |                   |
| Zee Zatara / Zatanna        | Kari Wahlgren   |                   |
| Karen Beecher / Darázs      | Kimberly Brooks | Lamboni Anna      |
| Jessica Cruz / Zöld Lámpás  | Myrna Velasco   | Laudon Andrea     |